# OCN (stacja telewizyjna)
OCN (skrót od Original Contents Network) – południowokoreański kanał telewizyjny podlegający pod oddział E&M firmy CJ ENM, dostępny jako telewizja kablowa.
Jest to kanał filmowy specjalizujący się w transmitowaniu 5000 filmów i seriali, posiada największą liczbę krajowych praw do transmisji filmów. Kanał powstał 1 marca 1995 roku jako Daewoo Cinema Network (DCN), wraz z upadkiem firmy Daewoo w 1999 roku został sprzedany stacji On-Media należącej do Orion Confectionery. W 2010 roku CJ Group nabyła On-Media, w związku z czym OCN stał się jednym z jej kanałów telewizji kablowej.

## Programy
- Coma (2006)
- Don't Ask Me about the Past (2008)
- God's Quiz 1 (2010)
- God's Quiz 2 (2011)
- God's Quiz 3 (2012)
- Baempaieo geomsa (2011)
- Baempaieo geomsa 2 (2012)
- Special Affairs Team TEN (2011)
- Special Affairs Team TEN 2 (2013)
- Hero (2012)
- The Virus (2013)
- Cheo Yong (2014)
- God's Quiz 4 (2014)
- Reset (2014)
- Bad Guys (2014)
- Dr. Frost (2014-2015)
- Siljongneuwareu M (2015)
- My Beautiful Bride (2015)
- Cheo Yong 2 (2015)
- Dongneui youngwoong (2016)
- Wampir detektyw (2016)
- 38 Sagidongdae (2016)
- Voice (2017)
- Tunnel (2017)
- Aetaneun Romance (2017)
- Duel (2017)
- Goohaejwoe (2017)
- Black (2017)
- Meloholic (2017)
- Nappeun nyeoseokdeul: Akui doshi (2017)
- Aeganjang (2018)
- Jageun sinui aideul (2018)
- Geunamja Oh Soo (2018)